# Parvati Shallow

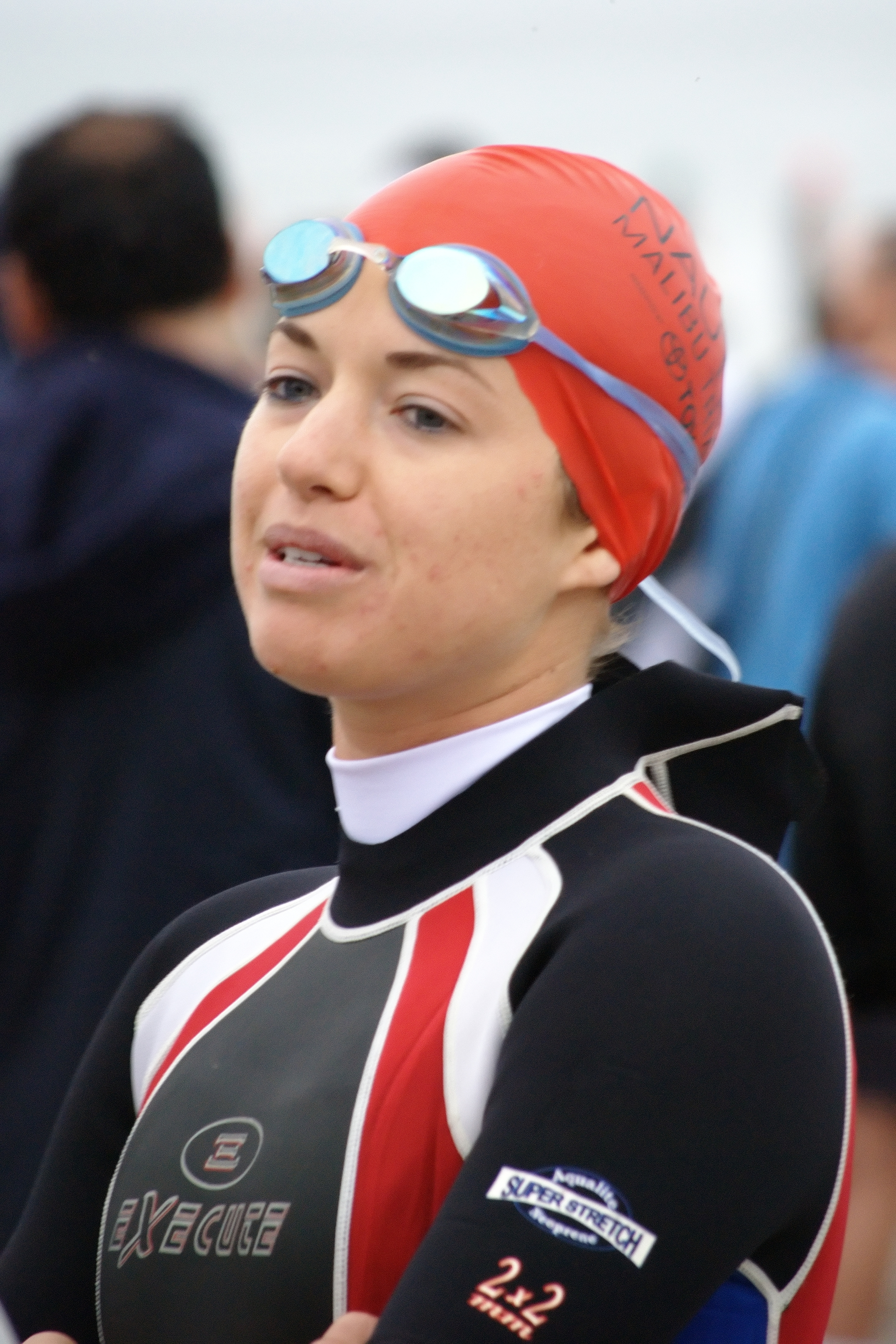
Parvati Shallow beim Nautica Malibu Triathlon 2008

Parvati Shallow (* 21. September 1982 in Vero Beach, Florida) ist eine US-amerikanische Boxerin, die in den Vereinigten Staaten durch die Fernsehserie Survivor bekannt wurde, in der sie 2008 eine Million US-Dollar gewann.

## Leben
Shallow wurde in Vero Beach als ältestes von vier Kindern geboren. Sie zog mit ihrer Familie nach Atlanta, als sie elf Jahre alt war. Sie besuchte die University of Georgia und erreichte ihren Bachelor of Arts in Journalismus in Französisch und Italienisch. Während des College war sie Mitglied der Alpha Omicron Pi-Schwesternschaft.
2004 begann Shallow mit dem Boxen und gründete mit anderen Boxern die Organisation Knockouts for Girls für benachteiligte Frauen. Dabei erhalten die Damen Unterricht in Selbstverteidigung. Von 2006 bis 2010 stand sie in der CBS Serie Survivor in 47 Folgen vor der Kamera und maß sich mit anderen Teilnehmen in speziellen Wettkämpfen. In dem Actionfilm Into the Blue 2 – Das goldene Riff, die Fortsetzung zu Into the Blue, einer Direct-to-DVD-Produktion, stand sie mit ihrer damaligen Konkurrentin Amanda Kimmel vor der Kamera und spielte sich selbst.

## Filmografie
- 2006–2010: Survivor (Fernsehserie, 47 Folgen)
- 2009: Into the Blue 2 – Das goldene Riff (Into the Blue: The Reef)